# Dila
Dileuza Diniz Rodrigues (Humberto de Campos, 26 de abril de 1939), mais conhecida por Dila, é uma artista plástica maranhense autodidata. É uma das expoentes da arte naif no Brasil.

## Biografia
Seu primeiro contato com arte foi restaurando peças num convento. Na final da década de 1960, expôs pela primeira vez no Instituto Cultural Brasil-Argentina como artista plástica, patrocinada pelo consulado argentino. É a partir de quando começou a se destacar, passando a se expressar não só através do óleo em tela, mas também das litografias.
Seus trabalhos abordam temas do cotidiano nordestino:  paisagens urbanas e rurais, festas com um notável equilíbrio de cores e delicadeza nos detalhes.
Já participou de inúmeras exposições no Brasil e no exterior. Possui obras em importantes acervos de museus, como o Museu de Arte Naif de Max Fourny, em Paris, e no Museu de Arte de Bariloche, na Argentina, bem como em coleções particulares.